# Octuor de Paris
L'Octuor de Paris est un octuor français de musique classique fondé en 1965 et dissous en 1982.

## Historique
L'Octuor de Paris est un ensemble instrumental de musique de chambre fondé en 1965 par le violoniste Jean Leber avec l'altiste Michel Walès,.
Il s'agit du premier ensemble français à associer de façon permanente, sur le modèle de formations équivalentes viennoises et berlinoises, cordes et vents, avec un effectif de base comprenant deux violons, un alto, un violoncelle, une contrebasse, une clarinette, un basson et un cor. Son répertoire comprenait des œuvres des XVIIIe et XIXe siècles comme des créations contemporaines, pour un effectif allant du quatuor à l'octuor.
L'ensemble, subventionné dès l'origine par le ministère de la Culture, était principalement composé de membres issus de l'Orchestre de l'Opéra de Paris.
L'Octuor de Paris arrête ses activités en 1982.

## Membres
Parmi les membres de l'Octuor de Paris ont figuré :
- 1er violon : Jean Leber (1965-1982) ;
- 2e violon : Alain Moglia (1965-1970), Jean Verdier (1970-1974), Gérard Klam (1974-1982) ;
- alto : Michel Walès (1965-1969), Louis Bonafous (1969-1982) ;
- violoncelle : Michel Renard (1965-1970), Michel Tournus (1970-1975), Philippe Muller (1975-1978), Paul Boufil (1978-1982) ;
- contrebasse : Jacques Cazauran (1965-1968), Gabin Lauridon (1968-1982) ;
- clarinette : Guy Deplus (1965-1982) ;
- cor : Daniel Bourgue (1965-1982) ;
- basson : Jean-Pierre Laroque (1965-1982).

## Créations
L'Octuor de Paris est le créateur de plusieurs œuvres, de Claude Ballif (Imaginaire IV, 1968), Alain Bancquart, André Casanova (Quintette, 1971), Marius Constant, Betsy Jolas (How Now, 1974), François-Bernard Mâche, Jean Martinon (Octuor varens, op. 57, 1969), Michel Philippot, Patrice Sciortino et Iannis Xenakis (Anaktoria, 1969) notamment.